# باوندلس إنفورمانت
باوندلس إنفورمانت (بالإنجليزية: Boundless Informant)‏ هو نظام تحليل البيانات الضخمة وعرض البيانات التصورية الذي تستخدمه وكالة الأمن القومي (NSA) الأمريكية لإعطاء المديرين العاملين لديها ملخصات لأنشطة جمع البيانات التي تقوم بها وكالة الأمن القومي حول العالم. وقد ورد له وصف في مذكرة غير مصنفة تحت عنوان الأسئلة الأكثر تكراراً للاستخدام الرسمي فقط نشرتها صحيفة الغارديان. ووفقاً لعرض المخطط الحراري السري للغاية الذي نُشر أيضاً في صحيفة الغارديان والذي تم إعداده بواسطة برنامج باوندلس إنفورمانت، فإن ما يقرب من 3 مليارات عنصر من عناصر البيانات من داخل الولايات المتحدة قد تم جمعها بواسطة وكالة الأمن القومي على مدى فترة زمنية تبلغ 30 يوماً وانتهت في مارس 2013.
وتتضمن البيانات التي تم تحليلها بواسطة برنامج باوندلس إنفورمانت سجلات برنامج المراقبة الإلكترونية (DNI) وسجلات البيانات الوصفية للاتصالات الهاتفية (DNR) المخزنة في أرشيف بيانات وكالة الأمن القومي المعروف باسم GM-PLACE. ولا تتضمن بيانات قانون مراقبة الاستخبارات الأجنبية (FISA) وفقاً لمذكرة الأسئلة الأكثر تكراراً. ويعد برنامج بريسم (PRISM) الاسم الرمزي الذي تطلقه الحكومة على جهود مجموعة تُعرف رسمياً باسم US-984XN، حيث كان قد صدر في نفس الوقت الذي طُرح فيه برنامج باوندلس إنفورمانت، وهو أحد مصادر بيانات DNR. ووفقًا للمخطط، يلخص باوندلس إنفورمانت سجلات البيانات من 504 مصدر منفصل لجمع DNR، وDNI (SIGAD). وفي المخطط، ويتم تمييز الدول التي تخضع للمراقبة بلون يتفاوت من الأخضر، والذي يمثل الدول الأقل تغطية، وحتى اللون الأحمر، والذي يمثل الدول الأشد خصوعاً للمراقبة.

## معلومات تاريخية

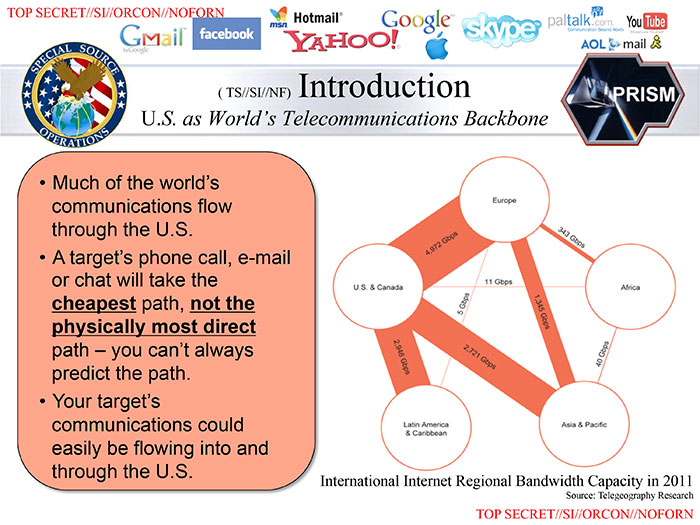
شريحة تظهر أن معظم اتصالات العالم تتدفق عبر أمريكا.

من الضروري قانونًا أن تتم عملية جمع البيانات التي تقوم بها حكومة الولايات المتحدة داخل البلاد أو التي تستهدف مواطني الولايات المتحدة بوجه خاص وفقًا لقانون مراقبة الاستخبارات الأجنبية لعام 1978 (FISA)، وتحت سلطة محكمة مراقبة الاستخبارات الأجنبية الأمريكية (محكمة FISA).
يشار إلى أن مشروعات التنقيب عن البيانات العالمية التي تضطلع بها الولايات المتحدة قد كانت موجودة منذ عقود، إلا أن البرامج الاستخبارية الحديثة لجمع البيانات وتحليلها داخل الولايات المتحدة مثل بريسم (PRISM)قد سمحت بها التغيرات في قانون المراقبة الأمريكي الذي قدم في عهد الرئيس بوش، وتجدد في ولاية الرئيس أوباما في ديسمبر 2012.
وقد تم الكشف عن برنامج باوندلس إنفورمانت للمرة الأولى في 8 يونيو 2013، بعد تسريب وثائق مصنفة حول البرنامج إلى صحيفة الغارديان. وقد عرَّفت الصحيفة مخبرها، بناءً على طلبه، تحت اسم إدوارد سنودن، الذي عمل لدى وكالة الأمن القومي لصالح مقاول الدفاع بوز ألن هاملتون.

## التكنولوجيا
وفقًا للشرائح المنشورة، فإن باوندلس إنفورمانت يستخدم البرمجيات الحرة والمفتوحة المصدر - ولذلك فإنه يعد «متاحًا لجميع مطوري وكالة الأمن القومي» — وخدمات الشركات التي تم استضافتها في الحوسبة السحابية. وتستخدم هذه الأداة تقنيات HDFS وMapReduce وAccumulo (المعروفة سابقًا بـ Cloudbase) لمعالجة البيانات.

## المشروعية وقانون تعديلات محكمة مراقبة الاستخبارات الأجنبية الأمريكية لعام 2008
يتم الإشارة إلى بند 702 من قانون تعديلات محكمة مراقبة الاستخبارات الأجنبية الأمريكية (FAA) في وثائق برنامج بريسم التي تتناول بالتفصيل الاعتراض الإلكتروني، والحصول على البيانات الوصفية وتحليلها. وتشير العديد من التقارير وخطابات الاهتمام والتنبيه التي أرسلها أعضاء الكونغرس إلى أن هذا البند من قانون تعديلات محكمة مراقبة الاستخبارات الأجنبية الأمريكية بوجه خاص يعد إشكاليًا من الناحية القانونية والدستورية، لأنه مثلاً يستهدف الأمريكيين، بدرجة تصل إلى «المجموعات التي تتشكل في الولايات المتحدة» والتي تشير إليها الوثائق المنشورة.
وقد أكد اتحاد الحريات المدنية الأمريكيّ على ما يلي بخصوص قانون تعديلات محكمة مراقبة الاستخبارات الأجنبية الأمريكية: «بغض النظر عن التجاوزات، فإن مشكلة قانون تعديلات محكمة مراقبة الاستخبارات الأجنبية الأمريكية أكثر جوهرية: حيث إن القانون نفسه غير دستوري.»
وقد طرح السيناتور راند باول تشريعًا جديدًا يطلق عليه قانون استعادة التعديل الرابع لعام 2013 لوقف انتهاك وكالة الأمن القومي أو غيرها من وكالات حكومة الولايات المتحدة للتعديل الرابع من دستور الولايات المتحدة باستخدام التكنولوجيا وأنظمة معلومات البيانات الضخمة مثل برنامجي بريسم وباوندلس إنفورمنت.

## ملفات ذات ببرنامج باوندلس إنفورمانت

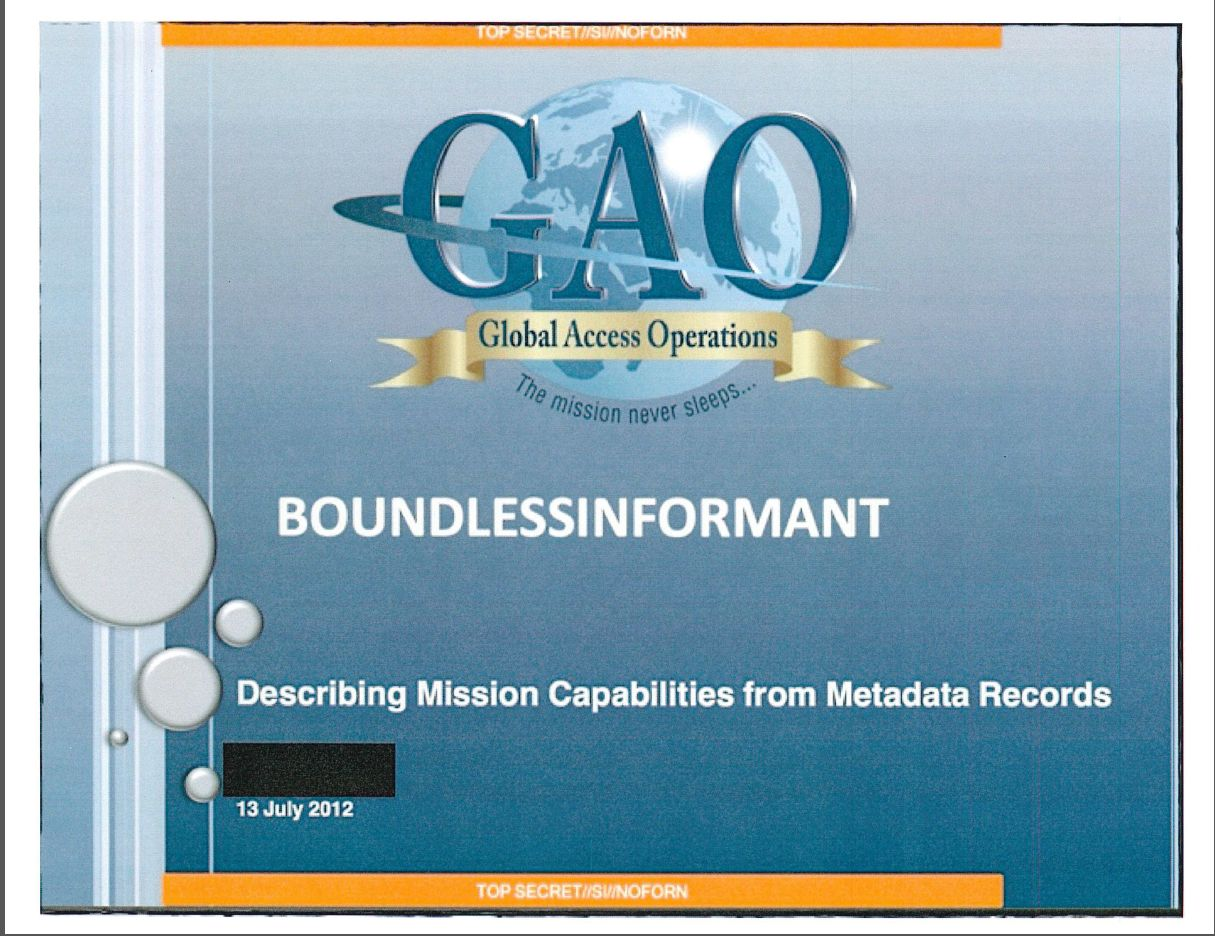
صفحة غلاف عرض برنامج باوندلس إنفورمانت
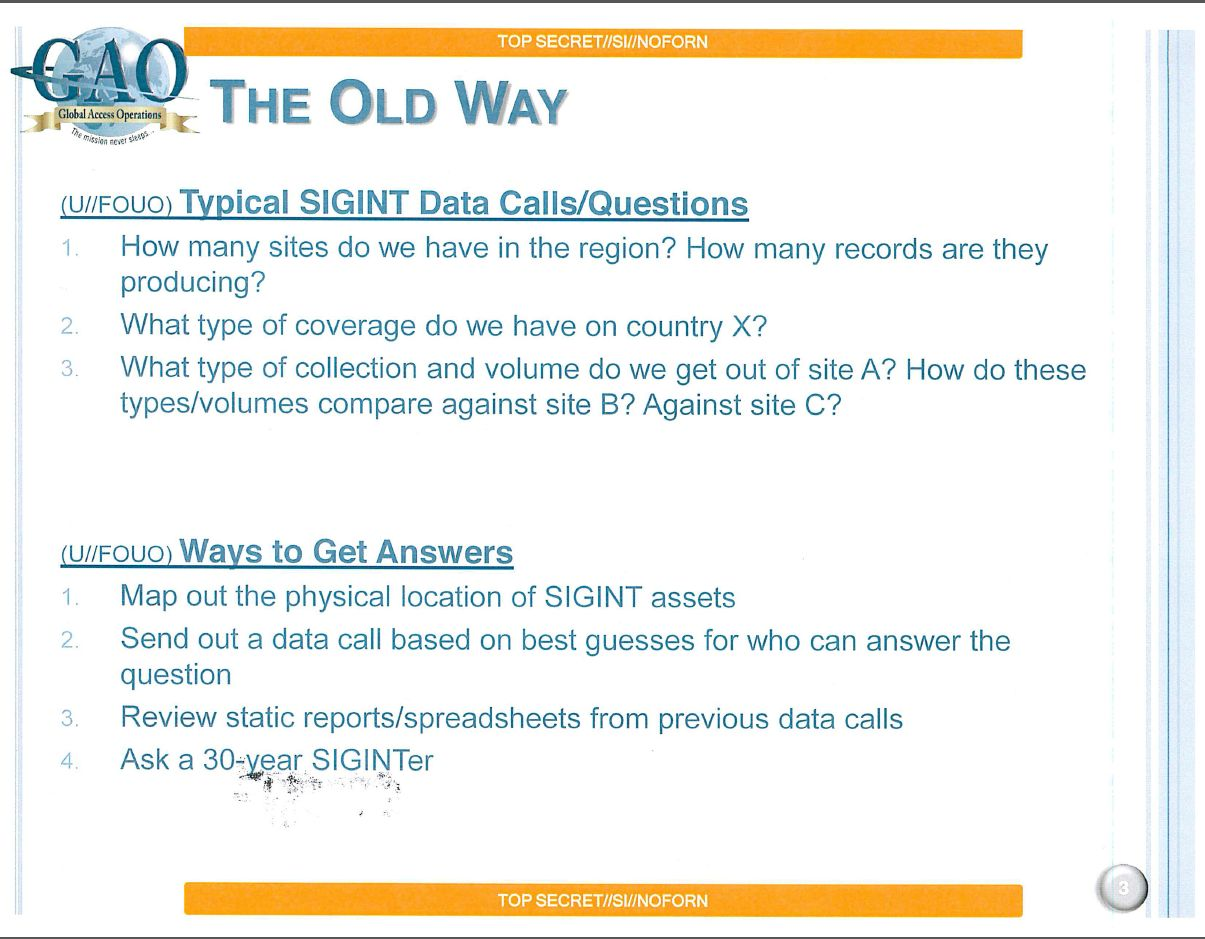
الشريحة 2 لعرض باوندلس إنفورمانت
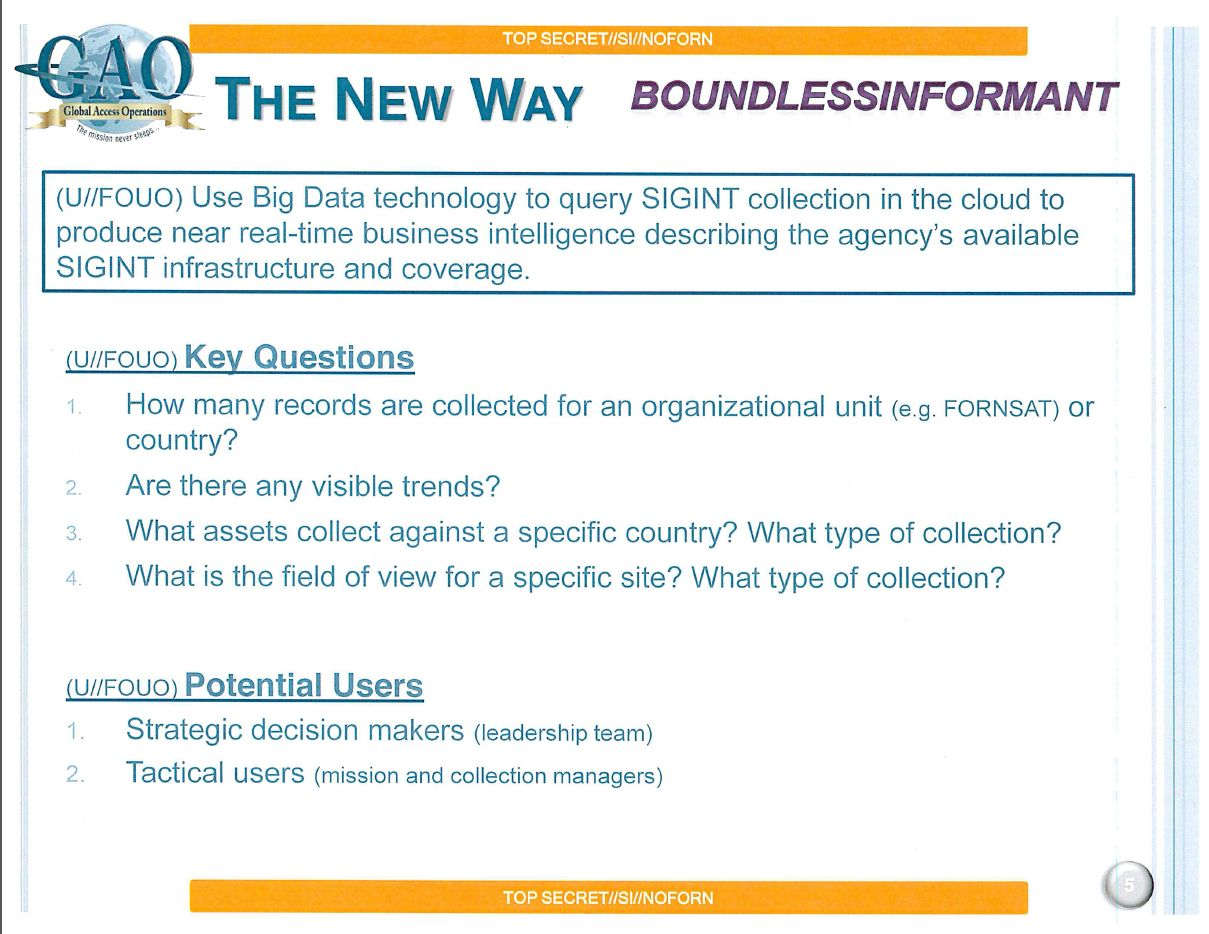
الشريحة 3 لعرض باوندلس إنفورمانت
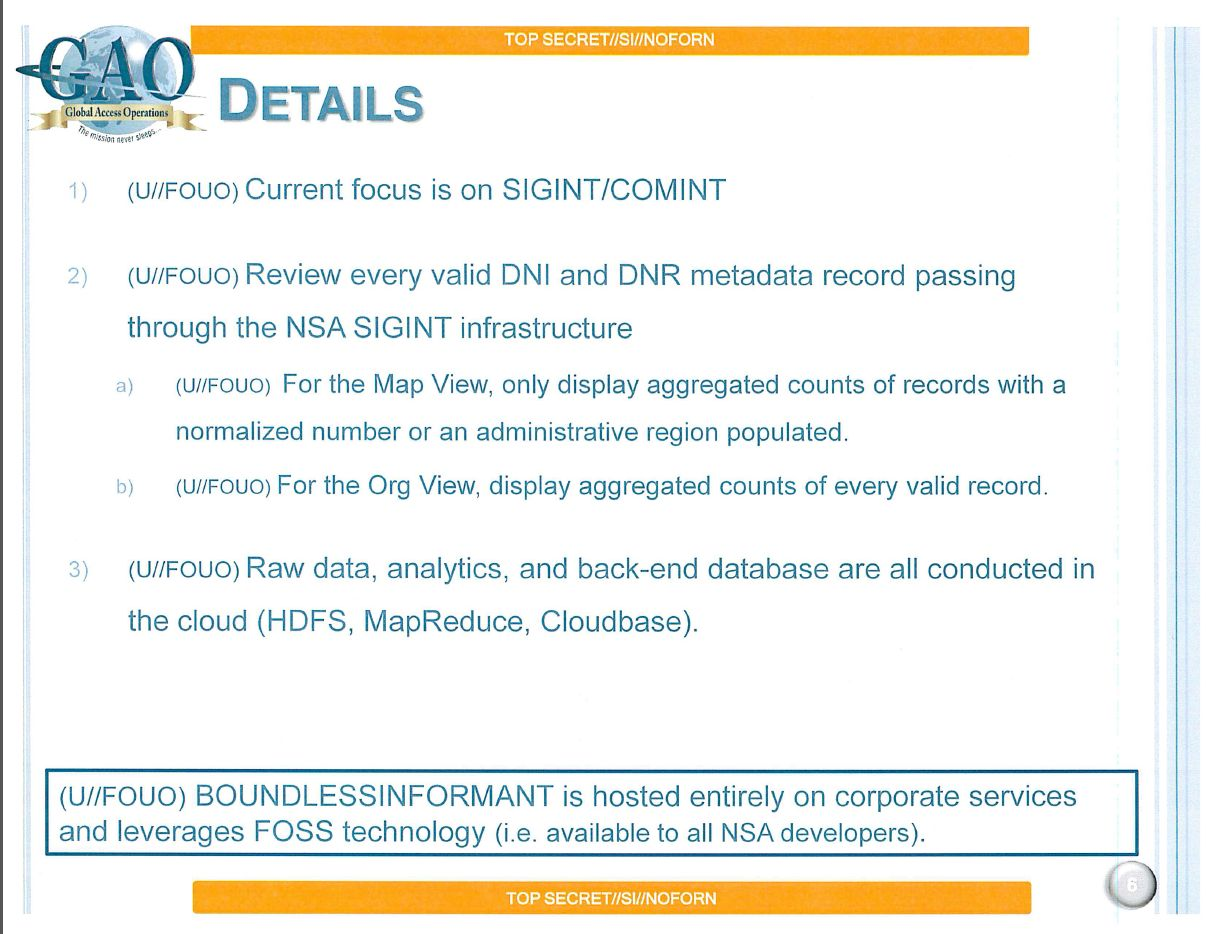
الشريحة 4 لعرض باوندلس إنفورمانت
- الأسئلة الأكثر تكرارًا لباوندلس إنفورمانت
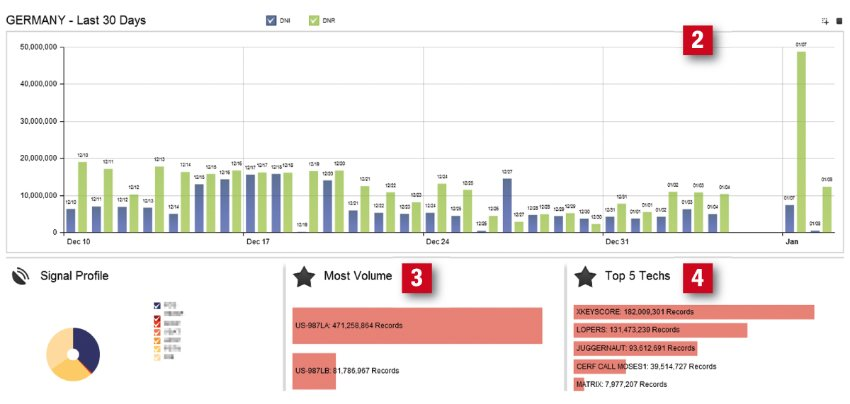
لقطة شاشة باوندلس إنفورمانت. ألمانيا، آخر 30 يومًا. ملف تعريف الإشارة، صوت الأغلبية، أعلى خمس تقنيات
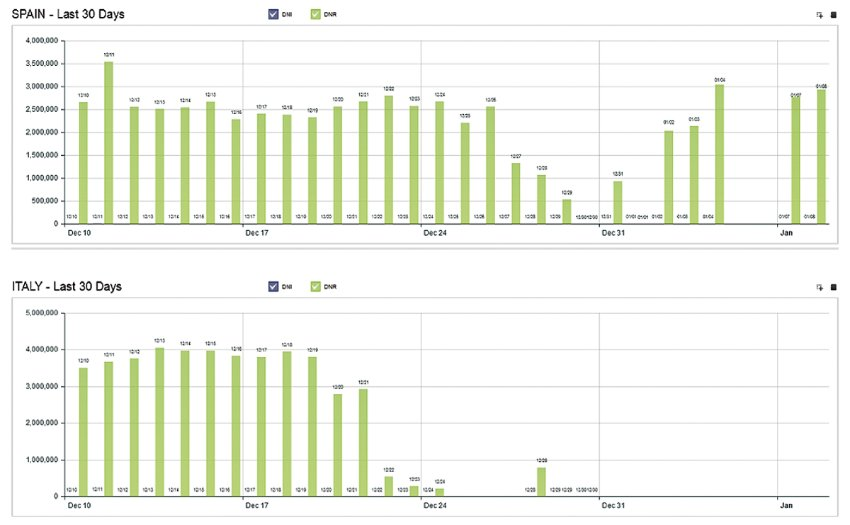
إسبانيا وإيطاليا، آخر 30 يومًا
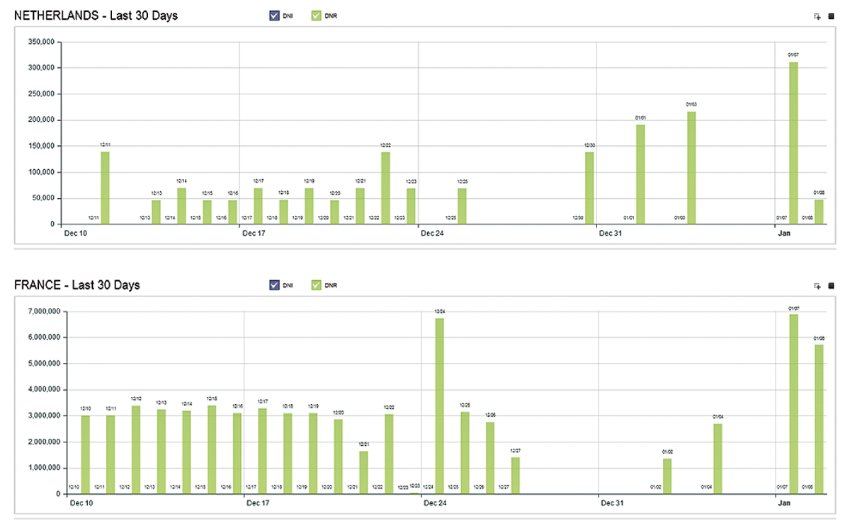
هولندا وفرنسا، آخر 30 يومًا

## كتابات أخرى
- غلين غرينوالد and Ewan MacAskill. "Boundless Informant: the NSA's secret tool to track global surveillance data." الغارديان. Tuesday June 11, 2013.

## وصلات خارجية
- NSA's overview of SIGINT
- William Binney explains the recent history of domestic spying at NSA